# Frans Janssens
Frans Janssens (Turnhout, 1945. szeptember 25. – 2024. január 8.) válogatott belga labdarúgó, csatár.
A belga válogatott tagjaként részt vett az 1970-es világbajnokságon és az 1972-es Európa-bajnokságon.

## Sikerei, díjai
Lierse
- Belga kupa (1): 1968–69

Belgium
- Európa-bajnoki bronzérmes (1): 1972

## Statisztika

### Mérkőzései a belga válogatottban
| Belgium | Belgium           | Belgium                          | Belgium | Belgium  | Belgium  | Belgium      | Belgium | Belgium |
| #       | Dátum             | Helyszín                         | Hazai   | Eredmény | Vendég   | Kiírás       | Gólok   | Esemény |
| ------- | ----------------- | -------------------------------- | ------- | -------- | -------- | ------------ | ------- | ------- |
| 1.      | 1972. május 22.   | Brugge, Albert Dyserynck Stadion | Izland  | 0 – 4    | Belgium  | vb-selejtező | 1       | 28'     |
| 2.      | 1973. október 31. | Anderlecht, Stade Émile Versé    | Belgium | 2 – 0    | Norvégia | vb-selejtező | -       |         |
|         | Összesen          |                                  |         | 2        | mérkőzés |              | 1       | gól     |